# نوكاوت سيتي
نوكاوت سيتي (بالإنجليزية: Knockout City)‏ هي لعبة فيديو أكشن طورتها فيلان ستوديوز ونشرتها إلكترونيك آرتس تحت علامة إي أيه أوريجينالز. صدرت اللعبة لأنظمة بلاي ستيشن 4 ونينتندو سويتش وإكس بوكس ون ومايكروسوفت ويندوز في مايو 2021.

## أسلوب اللعب
نوكاوت سيتي هي لعبة فيديو جماعية تنافسية متعددة اللاعبين تشبه قواعد اللعب كرة المراوغة. هدف اللاعب هو مهاجمة الأعداء من الفريق المنافس عن طريق ضربهم بالكرة. هناك عدة أنواع من الكرات في اللعبة، بما في ذلك كرة القمر، والتي تسمح للاعب الذي يحمل الكرة بالقفز أعلى، وكرة القنبلة، وهي قنبلة موقوتة تنفجر عند الاصطدام. يمكن للاعب أيضًا رمي لاعب آخر على شكل كرة. عندما يكون اللاعب جاهزًا لرمي الكرة، يستهدف العدو ويقفل عليه؛ يؤدي الضغط باستمرار على زر الرمية إلى شحن الكرة لأعلى للحصول على تسديدة أسرع يصعب التقاطها. لا تعتمد الرمية الناجحة على دقة الرمية أو دقتها، بل تعتمد على تموضع اللاعب واستراتيجيته. يمكن للاعبين المراوغة أو الإمساك بالكرة التي يتم إلقاؤها عليهم، وسوف يعود بعد ضرب الكرة مرتين. يمكن للاعب أيضًا أن يقوم برمي الكرة بشكل مزيف، والتعامل مع خصم يحمل كرة. مع تقدم اللاعب في اللعبة، سيحصل على هولو باكس، والتي يمكن إنفاقها في متجر براول لفتح عناصر التخصيص المختلفة.
عند الإطلاق، تتميز اللعبة بخمس خرائط وستة أوضاع. تم تعيين جميع الخرائط في مدينة مستقبلية تسمى نوكاوت سيتي، وكل خريطة تعرض أيضًا العديد من المخاطر البيئية التي يمكن أن تقضي على اللاعب. تشمل الأوضاع التي تم الإعلان عنها: تيم كو، وهو نوع مختلف من مباراة الموت للفريق. دايموند داش، حيث يجب على اللاعبين جمع الماس الذي أسقطه الأعداء المهزومون. بول-أب، وهو وضع رباعي مقابل أربعة حيث يجب على اللاعب رمي زملائه في الفريق القضاء على الأعداء. يمكن للاعب أيضًا تكوين طاقم من 32 لاعبًا كحد أقصى.

## التطوير والإصدار
طورت فيلان ستوديوز لعبة نوكاوت سيتي، التي طورت سابقًا ماريو كارت لايف: هوم سركت في عام 2020. وقد أمضى الفريق، الذي يضم حوالي 85 موظفًا، أربع سنوات في تطوير اللعبة. وصفت فيلان ستوديوز اللعبة بأنها لعبة «مراوغة»، وأضاف الرئيس التنفيذي لها، كارثيك بالا، أن الفريق اختار كرة المراوغة لتكون حلقة اللعب الأساسية في اللعبة لأنها كانت تعتبر رياضة «بديهية». تم تصميم اللعبة لتكون في متناول كل من الوافدين الجدد، في حين أنها معقدة بما يكفي للاعبين التنافسيين. قامت فيلان ستوديوز ببناء محرك يسمى فايبر (بالإنجليزية: Viper)‏ لتشغيل اللعبة وإنشاء نص برمجة باسم في-سكريبت (بالإنجليزية: V-script)‏، والذي يهدف إلى مواجهة زمن انتقال الشبكة.
أعلنت شركة إلكترونيك آرتس في مارس 2019 أنها وقعت صفقة نشر مع شركة فيلان ستوديوز. نُشِرَ في إطار مبادرة الناشر إي أيه أوريجينالز، والتي تهدف إلى دعم الألعاب المستقلة. أٌعلِنَ عن اللعبة رسميًا عبر نينتندو دايركت في 17 فبراير 2021. أقيمت نسخة تجريبية للعبة من 2 أبريل 2021 إلى 4 أبريل 2021 للكمبيوتر والأنظمة المنزلية. صدرت اللعبة لأنظمة بلاي ستيشن 4 ونينتندو سويتش وإكس بوكس ون ومايكروسوفت ويندوز (مع توافق الإصدارات لبلاي ستيشن 5 وإكس بوكس سيريس إكس وسيريس إس) في 21 مايو 2021 مع اللعب عبر الأنظمة الأساسية والتقدم المشترك بين المنصات. تصور فيلان اللعبة كخدمة مباشرة، وسوف تقدم محتوى جديدًا بانتظام عبر المواسم. سيستمر كل موسم لمدة تسعة أسابيع.
في أبريل 2021، أُعلن أن اللعبة ستكون متاحة للعب بدون تكلفة لمشتركي إي أيه بلاي وإكس بوكس غيم باس ألتميت. أُعلن لاحقًا أن نوكاوت سيتي ستكون مجانية للعب خلال الأيام العشرة الأولى من الإصدار. جذبت اللعبة 2 مليون لاعب خلال الأسبوع الأول من إصدارها. بعد تجربة الإطلاق، أعلنت شركة إي أيه أن اللعبة ستكون مجانية حتى يصل اللاعب إلى المستوى 25.

## التقييم
| التقييم |                                                                      |
| --- | -------------------------------------------------------------------- |
| مجموع النقاط المجموع نقاط ميتاكريتيك PS4: 80/100 PC: 77/100 NS: 80/100 XONE: 83/100 XBX: 79/100 نتائج المراجعة نشرة نقاط دستركتويد 8/10 غيم إنفورمر 8.5/10 غيم سبوت 8/10 غيمز رادار آي جي إن 9/10 جو فيديو 15/20 نينتندو لايف 9/10 |                                                                      |
| مجموع النقاط |                                                                      |
| المجموع | نقاط                                                                 |
| ميتاكريتيك | - PS4: 80/100 - PC: 77/100 - NS: 80/100 - XONE: 83/100 - XBX: 79/100 |
| نتائج المراجعة |                                                                      |
| نشرة | نقاط                                                                 |
| دستركتويد | 8/10                                                                 |
| غيم إنفورمر | 8.5/10                                                               |
| غيم سبوت | 8/10                                                                 |
| غيمز رادار | 4.5/5 stars                                                          |
| آي جي إن | 9/10                                                                 |
| جو فيديو | 15/20                                                                |
| نينتندو لايف | 9/10                                                                 |

تلقت نوكاوت سيتي مراجعات إيجابية بشكل عام عند الإصدار وفقًا لميتاكريتيك. قارن بعض المراجعين نوكاوت سيتي مع روكيت أرينا، وهي لعبة 2020 نشرت أيضًا بواسطة إلكترونيك آرتس.

## وصلات خارجية
- الموقع الرسمي
 (بالفرنسية)